# Alnus henryi
Alnus henryi — вид квіткових рослин з родини березових. Поширення: Тайвань (регіон Таншуй).

## Біоморфологічна характеристика
Це дерево заввишки до 20 метрів. Гілочки жовто-зелені, в молодості рідко запушені. Ніжка листка тонка, 1–1.6 см, запушена у борозні. Листкова пластинка широкояйцеподібна, яйцеподібна або еліптична, 4–8 × 2.5–5 см, обидві поверхні майже голі, основа округла, рідко округло-клиноподібна, край віддалено дрібнопилчастий, верхівка тупа або гостра; бічні жилки 7–9 з кожного боку від середньої жилки. Жіночі суцвіття по 5–13 у волоті, еліпсоїдні, 1.3–1.5 см. Горішок еліптичний, з папероподібними крильцями ≈ 1/3 ширини горішка. Цвітіння: червень і липень, плодіння: серпень і вересень.

## Середовище
Це піонерний вид. Повідомляється, що воно росте на південно-західних схилах на повному сонці, але цей опис може краще описувати Alnus formosana. Повені, тайфуни та зсуви є проблемою в цьому районі та можуть становити загрозу для цього виду.